# Натан Клеверлі
Натан Клеверлі (англ. Nathan Cleverly; 17 лютого 1987, Карфіллі) — британський професійний боксер, чемпіон світу за версією WBO (2011—2013) і за версією WBA (Regular) (2016—2017) та чемпіон Європи за версією EBU (2010) у напівважкій вазі.
2010 року здобув ступінь бакалавра математики у Кардіффському університеті.

## Професіональна кар'єра
Натан Клеверлі дебютував на профірингу у віці 18 років. 10 жовтня 2008 року завоював вакантний титул чемпіона Співдружності у напівважкій вазі, а 18 липня 2009 року — вакантний титул чемпіона Великої Британії BBBofC British. 13 лютого 2010 року завоював вакантний титул чемпіона Європи за версією EBU.
11 грудня 2010 року в бою проти Наджіба Мохеммеді (Франція) Натан Клеверлі завоював титул «тимчасового» чемпіона світу за версією WBO в напівважкій вазі, а після відмови від бою з Клеверлі чинного чемпіона Юргена Бремера (Німеччина) валлієць був підвищений до повноцінного титулу.
Клеверлі провів п'ять вдалих захистів проти Алекси Куземського (Польща), Тоні Белью (Велика Британія), Томмі Карпенсі (США), Шона Гок (США) та Робіна Краснікі (Німеччина).

### Клеверлі проти Ковальова
17 серпня 2013 року Клеверлі проводив добровільний захист проти Олександра Ковальова (Росія), який для нього склався дуже невдало. В третьому раунді Ковальов двічі відправив Клеверлі в нокдаун, а в четвертому в нокаут. Валлієць зазнав першої поразки і втратив звання чемпіона.
Після поразки від Ковальова Клеверлі вирішив перейти до першої важкої ваги, але після двох перемог програв Тоні Белью і повернувся до напівважкої ваги.
16 жовтня 2015 року вийшов на бій за титул WBC International у напівважкій вазі проти Анджея Фонфара (Польща) і зазнав поразки одностайним рішенням суддів.
1 жовтня 2016 року вийшов на бій за титул WBA (Regular) у напівважкій вазі проти Юргена Бремера (Німеччина) і здобув перемогу після відмови Бремера від продовження бою через травму після шостого раунду, хоча німець лідирував за очками на момент зупинки бою на суддівських картках.

### Бій проти Баду Джека
26 серпня 2017 року Клеверлі вийшов на перший захист титулу WBA (Regular) проти Баду Джека (Швеція). У четвертому раунді Джек завдав точного прямого, який зламав валлійцю ніс. У п'ятому раунді шведський боксер затис Клеверлі в куту ринга і забив його до відмашки рефері. Клеверлі зазнав поразки технічним нокаутом і втратив титул. Наступного дня він оголосив про завершення боксерської кар'єри.